# Mārtiņš Freimanis
Mārtiņš Freimanis (Liepāja, 7 de fevereiro de 1977 - Riga, 27 de janeiro de 2011) foi um músico, cantor, compositor e ator da Letônia. Fez parte da banda F.L.Y. que representou o seu país no Festival Eurovisão da Canção 2003.